# Myrmekiaphila minuta
Espèce
Myrmekiaphila minuta est une espèce d'araignées mygalomorphes de la famille des Euctenizidae.

## Distribution
Cette espèce est endémique de Floride aux États-Unis,.

## Étymologie
Cette espèce est nommée en référence à sa petite taille.

## Publication originale
- Bond & Platnick, 2007 : A taxonomic review of the trapdoor spider genus Myrmekiaphila (Araneae, Mygalomorphae, Cyrtaucheniidae). American Museum novitates, no 3596, p. 1-30 (texte intégral).